# Northampton Saints
Northampton Saints – profesjonalny klub rugby union z Northampton. Jego domowym stadionem jest Franklin’s Garden. Klub toczy derby ze swoim lokalnym rywalem Leicester Tigers.

## Stadion
Franklin’s Gardens może pomieścić 13 600 widzów i składa się z następujących trybun:The Burrda Stand, The Church's Stand, The Barwell Stand, The Sturtridge Pavillion.

## Działalność charytatywna
Klub pomaga lokalnym organizacjom charytatywnym przeprowadzać akcje i angażując w nie swoich fanów.

## Trofea
- Mistrzostwo Anglii
  - Mistrzostwo: 2013-2014, 2023-2024[4]
- Puchar Anglo-walijski
  - Mistrzostwo: 2009-10
- Puchar Heinekena
  - Mistrzostwo: 1999–2000
- European Challenge Cup
  - Mistrzostwo: 2008-09, 2013-14